# Superliga de fútbol femenino 2003-04
La Superliga de fútbol 2003-04 fue la XVI edición de la Primera División Femenina de España, organizada por la RFEF.
El Athletic Club se hizo con el segundo título de su historia.

## Clasificación final
| Pos | Equipo          | J  | G  | E | P  | GF  | GC | PTS |
| --- | --------------- | -- | -- | - | -- | --- | -- | --- |
| 1   | Athletic Club   | 26 | 19 | 3 | 4  | 80  | 29 | 60  |
| 2   | CE Sabadell FC  | 26 | 18 | 4 | 4  | 106 | 39 | 58  |
| 3   | Levante UD      | 26 | 18 | 4 | 4  | 75  | 19 | 58  |
| 4   | CF Puebla       | 26 | 17 | 2 | 7  | 65  | 36 | 53  |
| 5   | AD Torrejón CF  | 26 | 16 | 5 | 5  | 68  | 48 | 53  |
| 6   | CFF Estudiantes | 26 | 14 | 5 | 7  | 81  | 49 | 47  |
| 7   | SD Lagunak      | 26 | 13 | 2 | 11 | 49  | 37 | 41  |
| 8   | RCD Espanyol    | 26 | 12 | 2 | 12 | 64  | 67 | 38  |
| 9   | Rayo Vallecano  | 26 | 12 | 1 | 13 | 51  | 53 | 37  |
| 10  | CF Pozuelo      | 26 | 7  | 2 | 17 | 42  | 75 | 23  |
| 11  | Oviedo Moderno  | 26 | 5  | 5 | 16 | 25  | 62 | 20  |
| 12  | CD Híspalis     | 26 | 4  | 3 | 19 | 35  | 94 | 15  |
| 13  | N. Sra. Belén   | 26 | 4  | 3 | 19 | 30  | 92 | 15  |
| 14  | N. Sra. Antigua | 26 | 1  | 3 | 22 | 20  | 91 | 6   |

|  | Clasificación para Copa de la UEFA Femenina y la Copa de la Reina |
|  | Clasificación para la Copa de la Reina                            |
|  | Desciende a Primera Nacional                                      |

- Datos: Q4602373